# Kyle Patrick Alvarez
Kyle Patrick Álvarez (Miami, Florida, 19 de mayo de 1983) es un director, productor y guionista estadounidense de cine independiente aunque en ocasiones colabora en la realización de guiones de series. Es conocido por sus últimos éxitos como C.O.G. y The Stanford Prison Experiment.

## Su vida

### Nacimiento e infancia
Kyle nació en Miami, en el estado de Florida, en Estados Unidos. Allí pasó toda su infancia y adolescencia y fue donde inició su interés por el cine, el sonido y la realización detrás de las cámaras.

### Comienzos
Ingresó en la Universidad de Miami donde pudo al final comenzar a desarrollar su gran deseo por el cine.
No fue hasta 2004 cuando formó parte de su primer proyecto como el primer asistente de director en la película Hello Earthlings!, una comedia en la que un hombre busca reunirse con su esposa, a la que está convencido de que la han abducido unos extraterrestres.
En 2009, Kyle consigue dirigir su propia película Easier with Practice, en la que además también se encarga del guion técnico con la ayuda de Davy Rothbart. Este drama romántico (protagonizado por Brian Geraghty y Marguerite Moreau) muestra a un escritor, en un esfuerzo por promover su novela inédita, que decide embarcarse en un viaje por carretera con su hermano menor. Se convertirá en una experiencia solitaria y frustrante para él,  hasta que una llamada al azar de una misteriosa mujer le haga comenzar una relación íntima a distancia y finalmente enfrentarse no solo a ella, sino también a él mismo.
En 2012 participa en la película The Rub como editor de grabación.

### Momento Álgido
Finalmente Kyle consigue un gran éxito con su nuevo drama cómico C.O.G., no solo por su contenido agridulce pero cómico, en el que un joven engreído viaja a Oregón para alejarse de su vida y trabajar en la recolecta de manzanas, sino también por su gran elenco de famosos actores como Jonathan Groff (como Samuel), famoso por sus papeles en la exitosa serie Glee y la nueva serie de temática LGTB de la HBO, Looking, Denis O'Hare (como Jon), conocido por su papel en la popular serie American Horror Story, Troian Bellisario (como Jennifer), conocida por su papel protagonista en la serie triunfante Pretty Little Liars y Casey Wilson (como Martha), conocida por su papel en la serie de MTV, Happy Endings.
En enero de 2015, Kyle vuelve a sorprender con otro gran éxito. The Stanford Prison Experiment fue nuevamente dirigida por el mismo y escrita por Tim Talbott en la que 20 hombres de entre veinticuatro y sesenta y cinco años son seleccionados para asumir roles asignados al azar de los presos y guardas en una prisión simulada, situada en el sótano del edificio de psicología de la Universidad de Stanford. Protagonizada por Ezra Miller, Tye Sheridan y Billy Crudup entre otros, suponen una gran aportación a la película.

## Vida personal
Kyle Patrick nunca ha dado demasiados detalles sobre su vida privada, ya que a él solo le gusta que le relacionen con lo que hace en su trabajo. Ser director de cine le ha servido para conocer una gran variedad de personajes famosos. 
Actualmente no mantiene ninguna relación sentimental conocida. Es abiertamente gay.

## Apariciones
Kyle apareció como estrella invitada el 16 de julio de 2015 en el programa de Charlie Rose.
Apareció en el Festival de Cine de Sundance de 2015 para hablar sobre su nueva película.

## Premios y reconocimientos
- Premio Independiente (Independent Spirit Award - Someone To Watch, 2010).
- Nominado a Mejor Película en el Festival de Cine de Sundance.